# Roman Soerzjenko

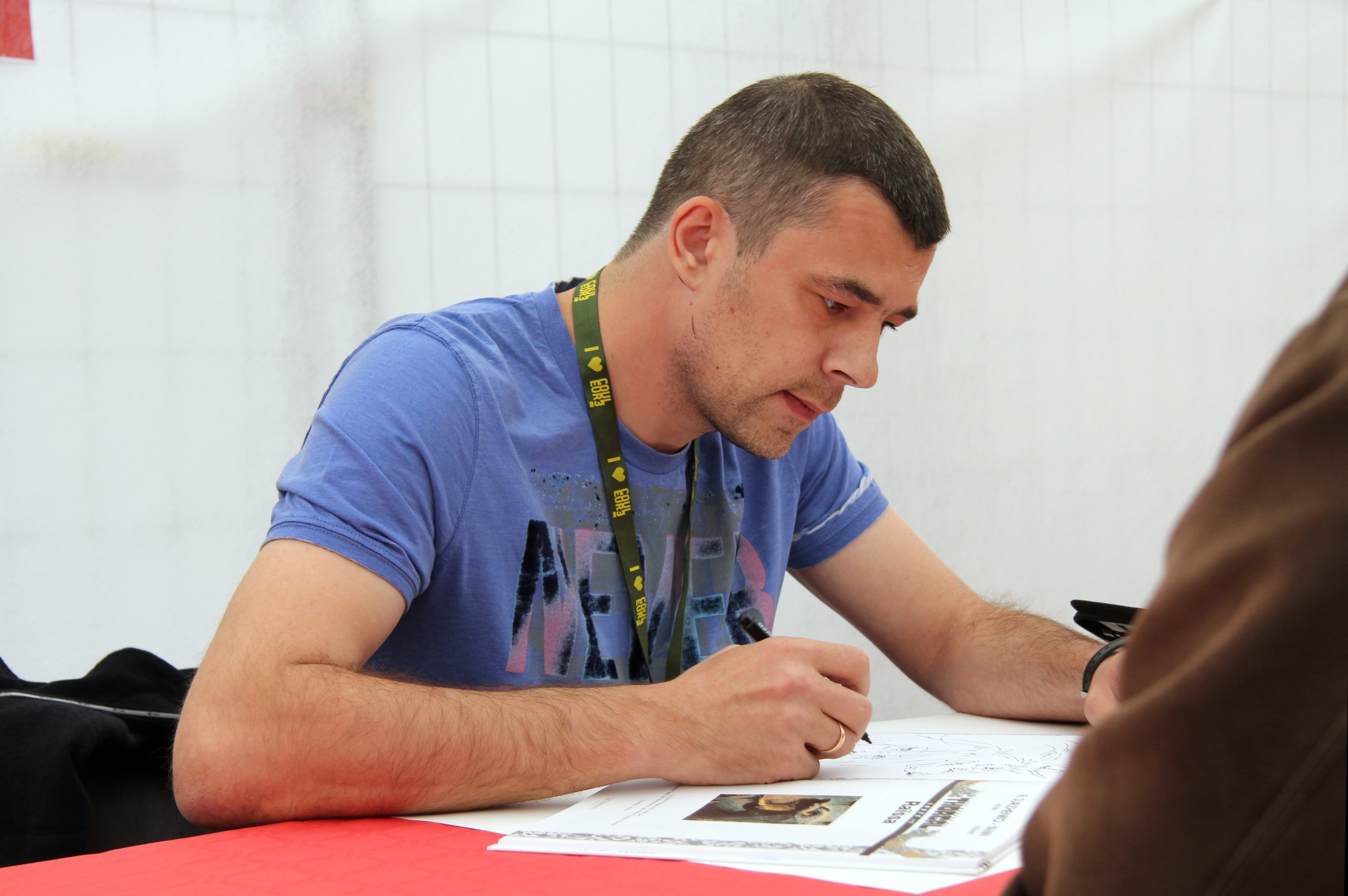

Roman Surzhenko (Russisch: Роман Сурженко) (Taganrog, 1 januari 1972) is een Russisch striptekenaar.

## Biografie
Soerzjenko studeerde in 1994 af waarna hij werkte bij de uitgeverijen Joy, Rosman, Phoenix en The Kid. Vervolgens verscheen in 2001 zijn eerste strip. Vanaf 2003 tekende hij meerdere strips bij uitgeverij Advance-Press en voor het tijdschrift Igromaniya. In 2010 begon hij op scenario van Yann aan het eerste deel van de serie "Wolvin", de tweede reeks van de spin-offserie De werelden van Thorgal.

## Werk
- La tanière du mal, 2010
- Le bâton de Moïse (2/2), 2011
- Raïssa, november 2011
- De afgehakte hand van de god Tyr, november 2012
- De drie zussen Minkelsönn,  februari 2013
- Het rijk van de chaos, april 2013
- Het oog van Odin, februari 2014
- Crow, april 2014
- Skald, februari 2015
- Runa (stripalbum), april 2015
- Het eiland van de verloren kinderen, november 2015
- Berserkers, april 2016
- De koningin van de zwarte Alfen, oktober 2016
- Nidhogg, april 2017
- De Drakar van ijs, april 2018